# Mamurra

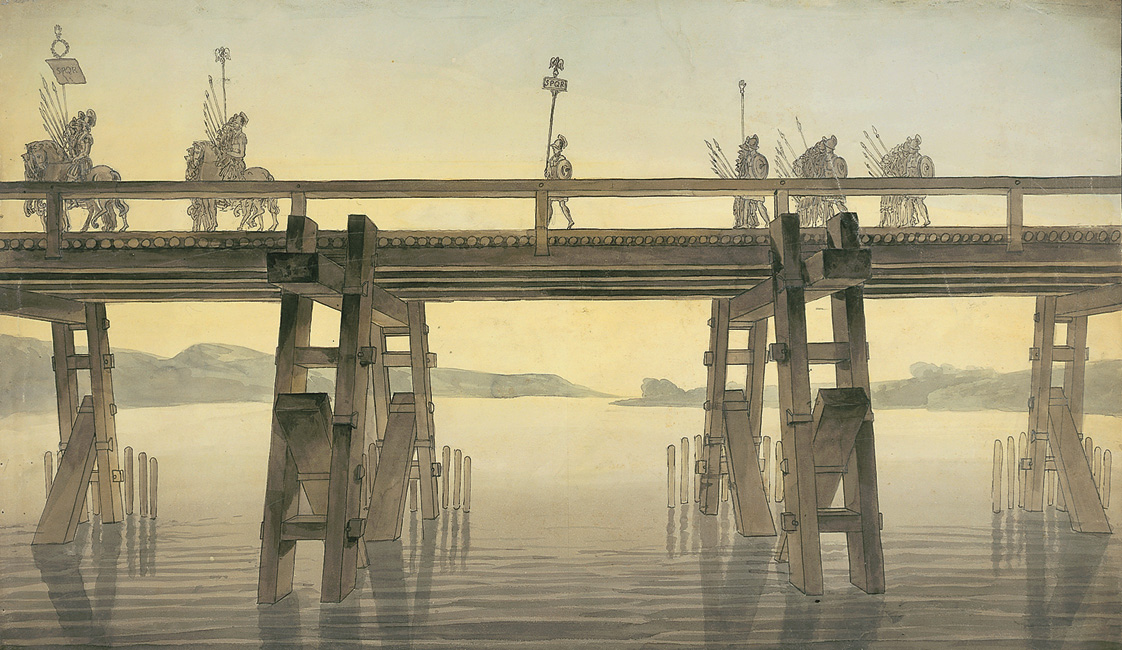
Reproducción del puente sobre el Rin que Mamurra construyó para el ejército de Julio César. Cuadro de John Soane, 1814.

Mamurra fue un militar romano que sirvió a las órdenes de Julio César como praefectus fabrum (jefe de ingenieros), aunque ocasionalmente también ejerció de tesorero personal de Julio César. Tuvo fama de arribista y vividor.
Mamurra era un équite procedente de la ciudad italiana de Formias. Su familia debió haber sido importante allí, ya que Horacio la llama la ciudad de Mamurra.
Es conocido por su labor como praefectus fabrum bajo el mando de Julio César en la guerra de las Galias, aunque de un poema de Catulo se desprende también que sirvió en el Ponto y en Hispania, y sugiere que también estuvo junto a Julio César durante las campañas de la guerra civil. Entre las obras de ingeniería realizadas por el ejército de Julio César de las que se sabe que Mamurra fue su planificador se incluyen la rápida construcción de un puente sobre el Rin en el 55 a. C., el diseño y la construcción de un nuevo tipo de barco que se adaptara a las condiciones del Atlántico para la segunda expedición a Britania en el 54 a. C., y las obras de asedio de Alesia en 52 a. C., donde diseñó la doble cirunvalación de empalizadas y trampas.
El patrocinio de Julio César y el botín de guerra conseguilo en la Galia hicieron a Mamurra inmensamente rico. Según Cornelio Nepote, fue el primer romano en forrar enteramente de mármol su casa, situada en el Celio. Catulo le atacó diciendo que se daba al libertinaje, que era mujeriego y que llevaba un escandaloso estilo de vida, además de apodarlo como mentula (una palabra vulgar para el pene) y acusarlo de tener una relación homosexual con Julio César. Este ataque fue considerado por Julio César como personal, y llegó a decir que era una mancha en su reputación, por lo que Catulo se retractó de lo dicho, se disculpó e inmediatamente fue invitado a cenar por Julio César. Catulo también se refiere en términos poco favorables a Ameana, una chica que, según él, es fácil de seducir, que pide mucho dinero y que está loca. Por lo general, todos los contemporáneos de Catulo entendieron que Ameana se identificaba con Mamurra.
Una carta de Cicerón fechada en el año 45 a. C. dice que Julio César no mostró reacción visible cuando escuchó la noticia de Mamurra. Esta cita ha sido interpretada por algunos como una referencia a la muerte de Mamurra, aunque el texto es demasiado ambiguo para poder ser tomado por cierto.